# Bruno Tesch (Widerstandskämpfer)
Bruno Guido Camillo Tesch  (* 22. April 1913 in Kiel; † 1. August 1933 in Altona/Elbe) war ein deutscher Antifaschist und Kommunist. Er wurde 1933 in einem von den Nationalsozialisten inszenierten Prozess zum Altonaer Blutsonntag des Mordes schuldig gesprochen und hingerichtet. Im November 1992 wurde das Urteil aufgehoben.

## Leben

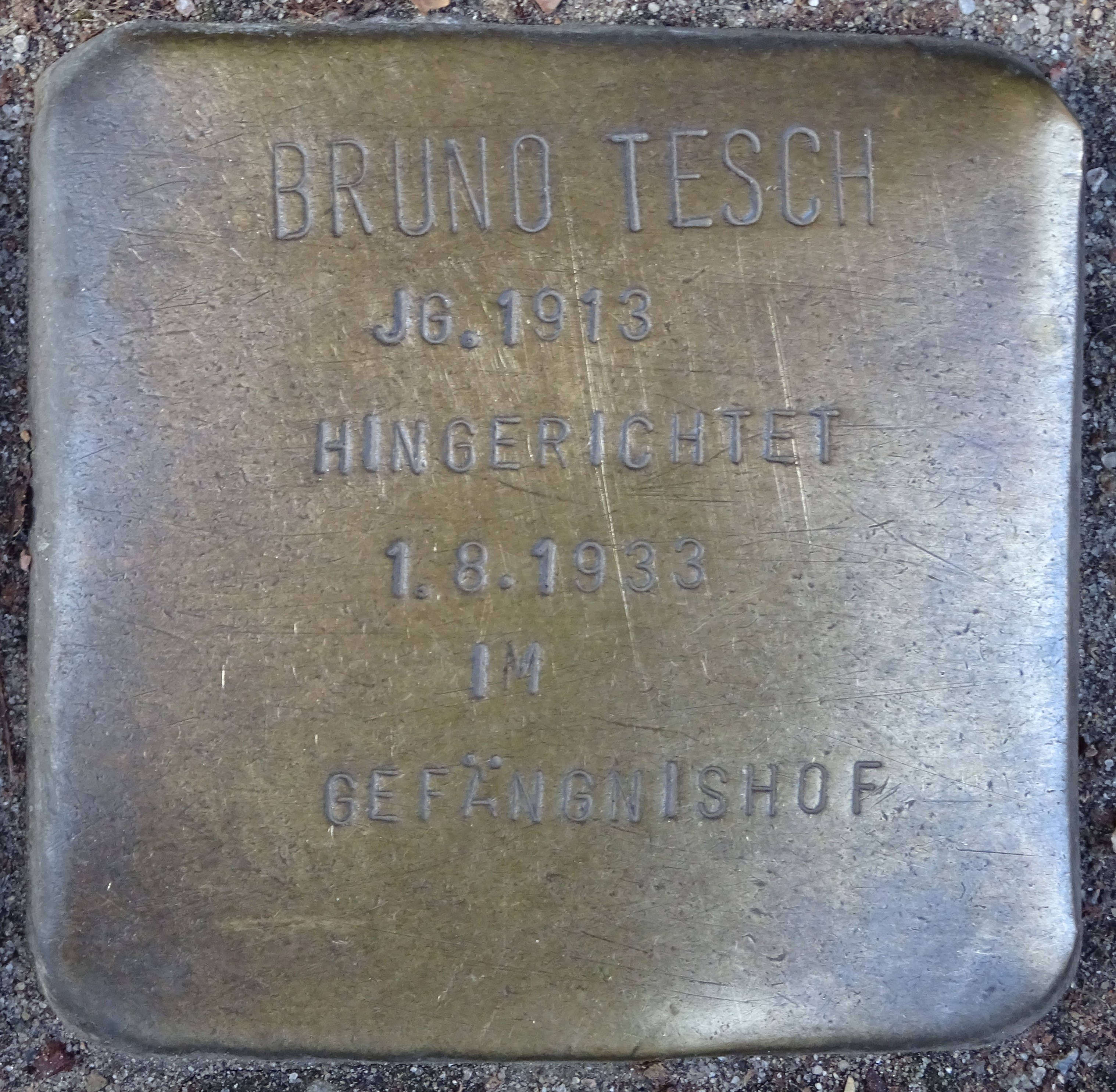
Stolperstein für Bruno Tesch, vor Amtsgericht Altona in der Max-Brauer-Allee 89.

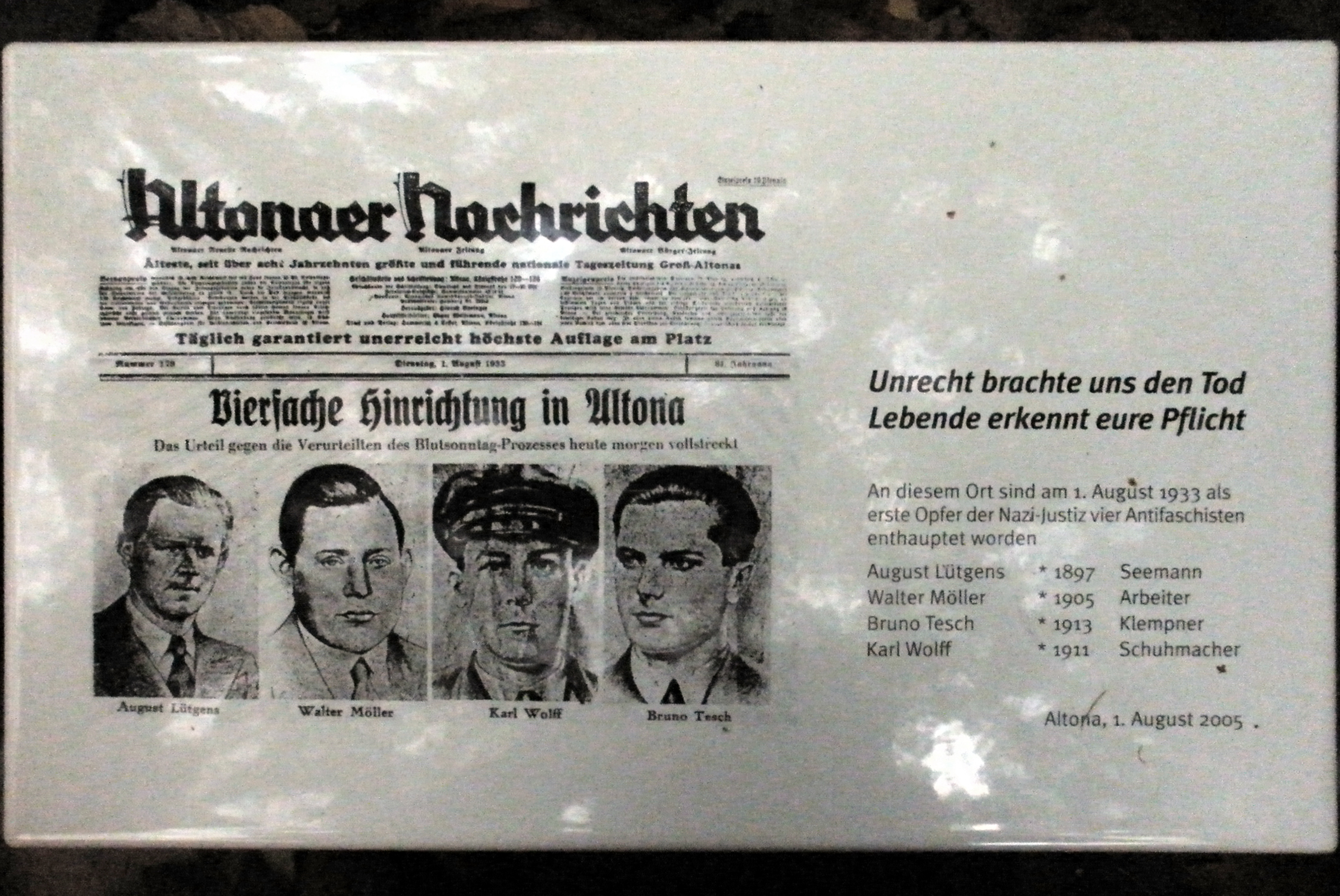
Gedenktafel am Ort der Hinrichtung hinter dem heutigen Amtsgericht Altona

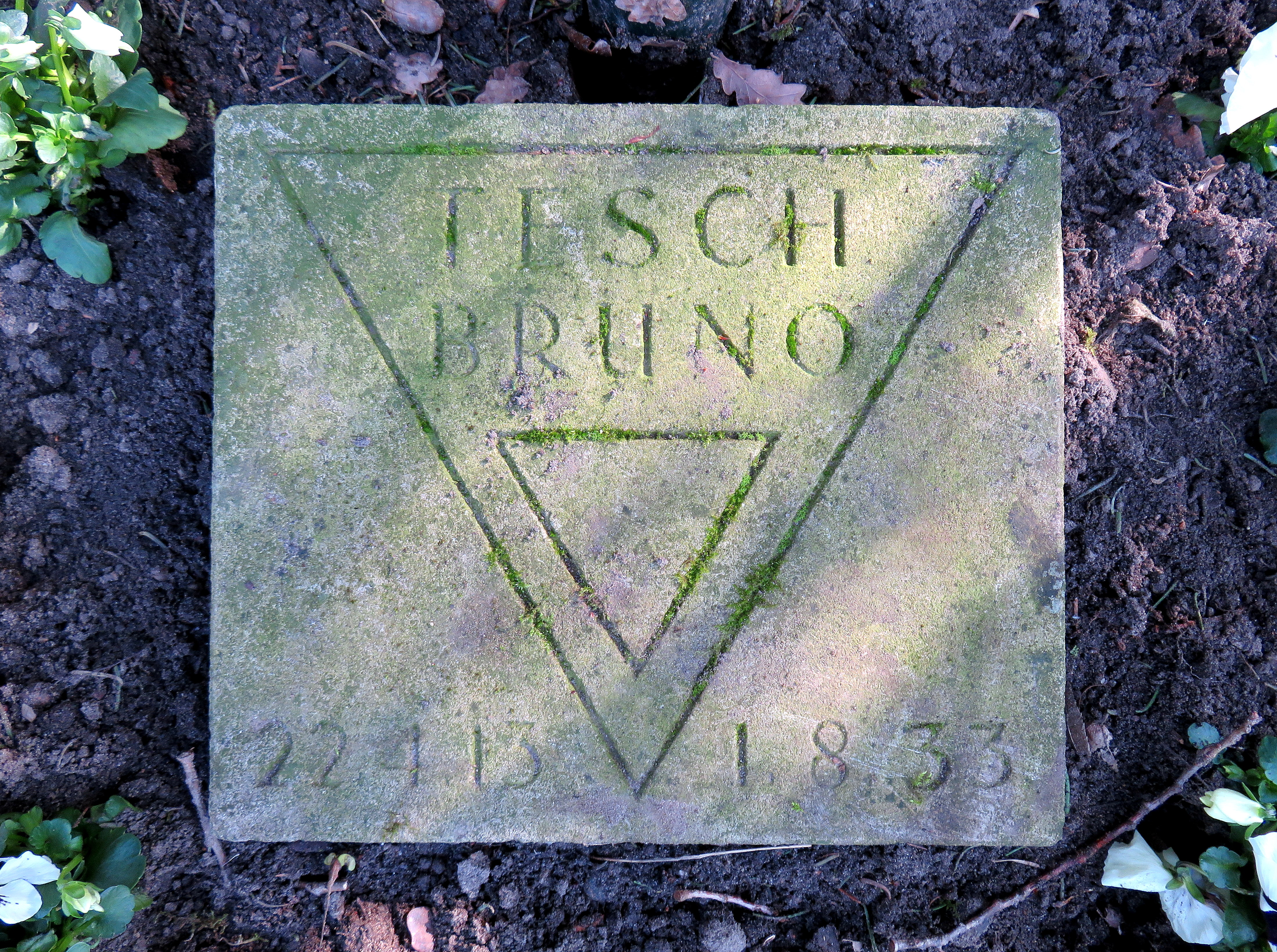
Bruno Tesch auf dem Friedhof Ohlsdorf im Ehrenhain

Der Sohn einer Italienerin lebte in seiner Kindheit in Italien bei seiner Mutter und kam 1925 zu seinem Stiefvater nach Hamburg in die Schauenburger Straße 34 (heute Schomburgstraße). Er lernte ab 1929 den Beruf des Klempners. Nach Beendigung der Lehre war er arbeitslos und ging zum Freiwilligen Arbeitsdienst (FAD).
Seit 1930 gehörte er der Sozialistischen Arbeiterjugend an, trat aber bald zum Kommunistischen Jugendverband Deutschlands über.
Am 17. Juli 1932, der später als Altonaer Blutsonntag in die Geschichte einging, versuchten Kommunisten, unter ihnen Tesch, einen Aufmarsch der Nationalsozialisten durch die Altstadt der Arbeiterhochburg Altona zu verhindern. Bei den eskalierenden Auseinandersetzungen wurden zwei SA-Leute und 16 unbeteiligte Bürger erschossen, letztere durch Kugeln der Polizei. Tesch, der in eine Schlägerei mit Teilnehmern des Demonstrationszuges verwickelt war, soll danach angeblich Schüsse abgegeben haben.
Nach der Machtübernahme der Nationalsozialisten kam es vor dem NS-Sondergericht Altona zur Aufnahme eines Prozesses. Obwohl die Ermittlungsergebnisse der Justizbehörden keine stichhaltigen Beweise für seine Schuld erbrachten und nicht einmal die Mitnahme einer Schusswaffe nachgewiesen werden konnte, wurde Tesch zusammen mit Walter Möller, Karl Wolff und August Lütgens zum Tode verurteilt und am 1. August 1933 auf dem Hof des Gerichts (heute residiert dort das Amtsgericht Altona) mit dem Handbeil geköpft. Dies waren die ersten Hinrichtungen im Dritten Reich.

## Gedenken
Nach Bruno Tesch wurden in der DDR eine Schule (POS Bruno Tesch) in Klausdorf (bei Berlin – heute „Am Mellensee“), ein Kinderheim in Friedrichsbrunn (heute „Zur Tannenspitze“) sowie eine Straße in Wismar benannt.
Auch eine ehemalige Gesamtschule in Hamburg-Altona erreichte gegen politische Widerstände, dass sie nach Bruno Tesch benannt wurde. Diese Schule lag nur einige hundert Meter entfernt von dem Ort, an dem sich der Altonaer Blutsonntag ereignete. Am Ort der Hinrichtung, hinter dem heutigen Amtsgericht Altona, ist 1985 eine Gedenkstelle mit einer Stele für die vier Widerstandskämpfer eingerichtet worden. Im Jahr 2005 wurde die dazugehörige Tafel erneuert. Vor dem Eingang des Amtsgerichts wurde in der Max-Brauer-Allee 89 ein Stolperstein für ihn verlegt zusammen mit den Stolpersteinen für August Lütgens, Karl Wolff und Walter Möller.
Schließlich wurden die zum Tod Verurteilten am 13. November 1992 vom Hamburger Landgericht nachträglich von Schuld freigesprochen. Weitere Urteile des Sondergerichts im Zusammenhang mit dem Altonaer Blutsonntag wurden am 21. Juni 1996 und 29. Juni 1998 aufgehoben.
Die Altonaer Bruno-Tesch-Gesamtschule wurde inzwischen aufgelöst und 2008 abgerissen. Auf das Gelände wurde ein Schwimmbad, ein Kindergarten und eine neue Schule gebaut. Die neue Schule wurde nicht wieder nach Bruno Tesch, sondern nach der Sozialdemokratin Louise Schroeder benannt. Im Juni 2008 wurde ein Straßenwinkel zwischen Großer Bergstraße und Jessenstraße amtlich als Bruno-Tesch-Platz (53° 33′ N, 9° 57′ O) ausgewiesen.
Ein selbstorganisiertes Jugend- und Stadtteilzentrum, welches 2020 in Hamburg Altona-Altstadt eröffnete, benannte sich in Gedenken an den Widerstandskämpfer Tesch.
Im Ehrenhain Hamburgischer Widerstandskämpfer auf dem Hamburger Friedhof Ohlsdorf befindet sich ein Kissenstein für Bruno Tesch (vierte Reihe von links, vierzehnter Stein).
Auch ein Zubringertrawler mit der Fischereikennnummer ROS 411 der „Artur Becker“-Baureihe erhielt ebenfalls seinen Namen, ebenso ein Sportplatz in der Dunckerstraße im Berliner Stadtteil Prenzlauer Berg.

## Einzelbelege
1. ↑  Sophie Naue: Ein Platz zum Gedenken an Bruno Tesch. (PDF; 740 kB) Der so genannte Jessenplatz heißt jetzt offiziell Bruno-Tesch-Platz. In: meilenstein Nr. 7. steg Hamburg mbH, September 2008, S. 10, abgerufen am 30. Juli 2010.
2. ↑  Bruno Tesch. Bruno-Tesch-Gesamtschule, archiviert vom Original am 30. November 2005; abgerufen am 17. August 2005.
3. ↑  RotFuchs Oktober 2010, S. 10
4. ↑  abendblatt.de 16. Juli 2008 – Platz erinnert an Nazi-Opfer Tesch
5. ↑  Tesch – Neues Jugend- und Stadtteilhaus. Abgerufen am 8. März 2023 (deutsch).

| Personendaten    | Personendaten              |
| ---------------- | -------------------------- |
| NAME             | Tesch, Bruno               |
| ALTERNATIVNAMEN  | Tesch, Bruno Guido Camillo |
| KURZBESCHREIBUNG | deutscher Antifaschist     |
| GEBURTSDATUM     | 22. April 1913             |
| GEBURTSORT       | Kiel                       |
| STERBEDATUM      | 1. August 1933             |
| STERBEORT        | Altona                     |